# 大眼異鰭八角魚
大眼異鰭八角魚，為輻鰭魚綱鮋形目杜父魚亞目八角魚科的其中一種，為溫帶海水魚，分布於東太平洋加拿大卑詩省南部至美國加州南部海域，棲息深度37-399公尺，體長可達24公分，棲息在質底層水域，生活習性不明。

## 扩展阅读
維基物種上的相關：大眼異鰭八角魚